# Kansas River
Der Kansas River (oder auch Kaw) ist ein 274 km langer rechter Nebenfluss des Missouri River im Nordosten des US-Bundesstaates Kansas. Er wurde nach dem Volk der Kaw benannt, das einst an seinen Ufern lebte.
Der Fluss beginnt am Zusammenfluss von Republican River (679 km lang) und Smoky Hill River (900 km) nahe Junction City. Er fließt ostwärts über Manhattan, Topeka (Hauptstadt von Kansas) und Lawrence und mündet an der östlichen Staatsgrenze bei Kansas City in den Missouri River.
Zu seinen bedeutendsten Zuflüssen gehört der Big Blue River und der Solomon River.